# Bode (Iowa)
Bode és una població dels Estats Units a l'estat d'Iowa. Segons el cens del 2000 tenia 27 habitants.

## Demografia
Segons el cens del 2000, Bode tenia 327 habitants, 148 habitatges, i 95 famílies. La densitat de població era de 307,9 habitants per km².
Dels 148 habitatges en un 23% hi vivien nens de menys de 18 anys, en un 50% hi vivien parelles casades, en un 8,8% dones solteres, i en un 35,8% no eren unitats familiars. En el 31,1% dels habitatges hi vivien persones soles el 19,6% de les quals corresponia a persones de 65 anys o més que vivien soles. El nombre mitjà de persones vivint en cada habitatge era de 2,21 i el nombre mitjà de persones que vivien en cada família era de 2,71.
Per edats la població es repartia de la següent manera: un 19,6% tenia menys de 18 anys, un 9,5% entre 18 i 24, un 19,3% entre 25 i 44, un 21,1% de 45 a 60 i un 30,6% 65 anys o més.
L'edat mediana era de 46 anys. Per cada 100 dones de 18 o més anys hi havia 92 homes.
La renda mediana per habitatge era de 32.917 $ i la renda mediana per família de 39.375 $. Els homes tenien una renda mediana de 29.375 $ mentre que les dones 20.625 $. La renda per capita de la població era de 16.014 $. Entorn del 2,1% de les famílies i el 5,8% de la població estaven per davall del llindar de pobresa.

## Poblacions més properes
El següent diagrama mostra les poblacions més properes.